# 原美彦
原 美彦（はら よしひこ、1972年11月20日 - ）は日本のサッカー指導者。大阪府大東市出身。

## 略歴
- 大東市立四条中学校卒業後、ブラジルへサッカー留学。
- 1998年　アトレチコ・パラナエンセジュベニール
- 1999年　SEマツバラジュニオール
- 1990年　モジミリンECジュニオール〜GEノヴォリゾンチーノジュニオール
- 1991年　ミストポルドECジュニオールにそれぞれプレーした後、日本へ帰国。夢であったプロサッカー選手として夢を成し遂げれなかった。

その後松下電器産業サッカー部（現ガンバ大阪）にて指導者としてのキャリアをスタートする。
- 1991年〜1993年　ガンバ大阪ジュニア・ジュニアユースコーチ
- 1993年　鳥栖フューチャーズ（現サガン鳥栖）ジュニアコーチ
- 1994年〜1997年　マッキー総合学園全九州サッカー専門学院コーチ（トヨタチャレンジカップ九州大会：優勝）
- 1997年〜1998年　福岡県大川市立大川中学校サッカー部コーチ（福岡県大会：優勝、九州大会：3位、全国中学校体育大会ベスト8）
- 1998年〜2008年　長崎県立国見高等学校サッカー部コーチ（全国高等学校サッカー選手権大会：優勝1回.準優勝1回.3位1回、全国高等学校総合体育大会：優勝3回.準優勝2回、全日本ユースサッカー選手権大会：優勝2回）
- 2008年2月〜　ヴィッセル神戸U-18コーチ（クラブユース選手権大会：準優勝、プレミアリーグWEST優勝、チャンピオンシップ2位、Jユース杯：優勝） 2015年　大阪産業大学体育会サッカー部　監督（ヴィッセル神戸からの派遣）    2016年～2017年　名古屋グランパスU－15コーチ（JFAプレミアカップ：準優勝、3位）
- 2018年～　学校法人ノースアジア大学　明桜高等学校男子サッカー部　監督(第99回全国高校サッカー選手権大会秋田県大会優勝、第101回全国高校サッカー選手権大会秋田県大会優勝、令和4年度全国高校総体秋田県大会優勝、2020,2021高円宮杯JFAU-18秋田県リーグ優勝、第102回全国高校サッカー選手権大会ベスト１６）